# تمرد مسقط
 كان انتفاضة عام 1913 بقيادة سليم بن راشد الخروسي ضد سلطة سلاطين مسقط وعمان. أنشأ المتمردون دولتهم الخاصة، وهي الإمامة الأباضية. تكمن أسباب التمرد في تنافس عميق بين القبائل الشمالية والجنوبية في مسقط وعمان. بدأ التمرد في مايو 1913 في تانوف. وفي 5 يونيو، استولى المتمردون على نزوى، وفي 20 يونيو احتلوا إزكي. وبحلول هذا الوقت، حاصر المتمردون سمائل. وفي 24 يونيو، استولى المتمردون على العوابي. بحلول يوليو، أصبح الوضع شديد الصعوبة لدرجة أن الحكومة البريطانية أرسلت حامية صغيرة إلى ناترة لمساعدة سلطان مسقط، ولكن دون جدوى. وفي أغسطس، استولى المتمردون على سمائل. وفي أغسطس أيضًا، شن المتمردون هجومًا على الجانب الساحلي من الجبل الأخضر، وحاصروا نخل في الرابع منه. سقطت نخل في النهاية في بداية أبريل 1914، بعد هجر العديد من وحدات الإمام المعززة. في أبريل 1914 قصف سلاح الجو الملكي بركاء وقريات لردع هجمات المتمردين على تلك المستوطنات.
في يناير 1915، بدأ المتمردون هجومًا طال انتظاره على مدينة مسقط. في السابع، تجمع الإمام مع 400 رجل في بدبد. تم اقتحام الوطية في الثامن، وفي التاسع سمع إطلاق نار في التلال القريبة. تقدم المتمردون إلى قرية بوشر وتجمعوا في قرية الخوير. اندمجت القوتان وتقدمتا إلى الوطنية في العاشر. وقد عارضهم 750 من جنود الجيش الهندي، يتألفون من 102 قنبلة يدوية، بقيادة العقيد. إس إم إدواردز (أصبح الآن في القيادة العامة)، المتمركز في بيت الفلج؛ و95 مشاة روسل، بقيادة FF Major، وتتمركز في قرية روي. كانت مفرزة صغيرة من الخدم العرب لحماية دار سايت، ولكن في الواقع فروا عندما بدأ القتال.
في 11 يناير، شنت القوات البريطانية هجومًا مضادًا واسع النطاق حيث نجح 750 جنديًا بريطانيًا في إعادة حوالي 3000 جندي من المتمردين، وهو مما تسبب في 350 ضحية مع إصابة قائد المتمردين عيسى بن صالح وقتل شقيقه.
بحلول أبريل 1915، وصل عملاء ألمان إلى الإمارة الأباضية. كان التصور العام للمتمردين في ذلك الوقت أن الألمان خرجوا منتصرين إلى حد ما في الحرب في أوروبا، وأن فيلهلم الثاني قد تحول وأتباعه إلى الإسلام، وأنه كان من الحكمة الاستمرار في قتال البريطانيين والسلطان حتى يتم طردهم من شبه الجزيرة العربية. وبالتالي، رفضوا جميع محاولات بريطانيا للتوسط في تسوية سلمية، وهو ما رغبت فيه الحكومة البريطانية بسبب الحاجة إلى القوات البريطانية في أماكن أخرى. في يوليو، استسلمت حصون الرستاق وحزم للمتمردين. ومع ذلك، استعاد السلطان أيضًا بعض المستوطنات في أواخر يوليو، مثل ميناء داغر ومقر هايل الغا.
في يونيو 1916، هاجمت قوات الإمام باهي والرستاق. وبينما نجح الهجوم السابق، فشل الهجوم الأخير واختار المتمردون محاصرته بدلًا من ذلك. سقطت الرستاق أخيرًا في أغسطس 1917. وقعت حالة الجمود للسنوات التالية. وقعت المعركة النهائية في أبريل 1920 في الحزم، حيث تم صد هجوم المتمردين مرة أخرى. دعا المتمردون للسلام في سبتمبر 1920، منهين الحرب.